# Melissanthi
Melissanthi (în greacă Μελισσάνθη) a fost pseudonimul folosit de Eve Chougia-Skandalaki (greacă Ήβη Κούγια - Σκανδαλάκη; n. 7 aprilie 1907 – d. 9 noiembrie 1991), educatoare, jurnalistă și scriitoare greacă. Unele surse spun că a murit în 1990. Prenumele ei apare și ca Ivi sau Hebe; numele ei apare și sub numele de Koúyia sau Koughia.  

## Biografie
S-a născut sub numele Eve Chougia la Atena și a studiat muzica, desenul, baletul și dansul clasic. Din 1923 până în 1924, a fost internată într-un sanatoriu elvețian pentru a se recupera după tuberculoză. A studiat franceza, germana și engleza la institutele din Atena. A continuat să predea limba franceză în liceele din Atena. De asemenea, a contribuit la redactarea eseurilor critice pentru ziare și reviste literare. În 1932 s-a căsătorit cu Giannes Skandalákis (greacă Ιωάννη Σκανδαλάκη). 
Prima sa colecție de poezii Phōnes entomou („Voci de insecte”) a fost publicată în 1930. A continuat să publice zece colecții de poezii. O colecție de poezie, Ta poiimata tis Melissanthis 1930-1974 („Poeziile lui Melissanthi”) a fost publicată în 1976. De asemenea, a scris o piesă pentru copii O mikros adhelfos („Fratele cel mic”), care a primit premiul Sikiaridio. A tradus în greacă lucrările poeților străini precum Robert Frost, Emily Dickinson și Rainer Maria Rilke.
Poeziile ei timpurii își iau inspirația din temele religioase; ulterior poeziile fiind influențate de concepte existențiale.

## Premii
Premiile pe care le-a primit includ: 
- un premiu al Academiei din Atena în 1936 pentru O gyrismos tou asotou
- o mențiune de onoare Palamas în 1945 pentru Lyriki Exomologisi [4]
- un Premiu de Stat pentru Poezie în 1965
- o Cruce de Aur a Ordinului Faptelor de Merit în 1965 [1]

## Lucrări selectate
- Profiteies („Profeții”) (1931, 1940)[1]
- O gyrismos tou asotou („Revenirea risipitorului”) (1935)[1]
- Lyriki Exomologisi („Mărturisiri lirice”) (1945)[1]
- Anthropino Schima („Forma umană”) (1961)[1]
- To fragma tis Siopis („Bariera tăcerii”) (1965)[1]